# Гиперболическая точка

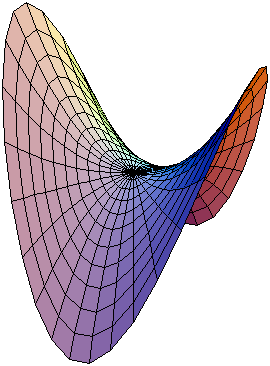
У гиперболического параболоида все точки являются гиперболическими

Гиперболическая точка поверхности — в дифференциальной геометрии точка двухмерной поверхности, в которой гауссова кривизна поверхности отрицательна.  В гиперболической точке главные кривизны имеют противоположный знак.

## Связанные определения

### Седловая точка поверхности
Седловая точка поверхности — такая точка,  что поверхность лежит локально по разные стороны от своей касательной плоскости проведённой в этой точке. Для дважды  непрерывно дифференцируемой поверхности из этого следует, что гауссова кривизна в этой точке неположительна. Любая гиперболическая точка является седловой. 
Некоторые авторы используют термин «седловая точка поверхности» как синоним для «гиперболическая точка поверхности».

### Седловая поверхность
Поверхность, у которой каждая точка является гиперболической, называется седловой поверхностью.